# Астапкович, Николай Иванович
Николай Иванович Астапкович (25 января 1954, Жодино, Минская область — 2000) — советский и белорусский гребец на байдарке и тренер, заслуженный мастер спорта СССР (1975). Трёхкратный чемпион мира (1975, 1981, 1983). Десятикратный чемпион СССР (1974—1979, 1981).

## Биография
В 1975 году окончил БГИФК. Тренировался у М. З. Элимелаха.
Похоронен на Восточном кладбище (Минск)